# Аизу

Аизу (транслит.) је најзападнија од три регије префектуре Фукушиме у Јапану (остале две регије су Накадори у центру и Хамадори на истоку). По попису од 1. октобра 2010. имала је популацију од 291.838 људи.Њен главни град је Аизу-Вакамацу.
Током Едо периода, Аизу је био део самоуправљајуће феудалне области (Аизу хан)

## Историја
Последњи даимјои Аизу области били су из породице Хошина које су у 17. веку, од стране главе породице Хошина Мисамицуа, усвојили ванбрачног сина другог Токугава шогуна Токугаве Хидетаде. Због ове услуге шогунату добили су разне олакшице према хану укључујући и повећан буџет кад се ова породица коначно стационирала као владајуће тело у области Аизу. Њихово финансирање до средине 17. века износила је 240,000 коку-а, а усвојени син Хошина Мацајуки, чији је полубрат био Токугава Иемицу уздизао се на политичким позицијама све до титуле регента тада малолетном четвртом Токугава шогуну Токугаве Иецуни. Захваљујући добрим односима, до краја 17. века породици Хошина је дозвољено да употребљава Токугавин амблем и презиме Мацудаира па је од тада клан прозван Аизу-Мацудаира док је презиме Хошино коришћено само за потписивање докумената који се тичу унутрашњих послова у земљи.
Године 1822, директна породична Хошина-Мацудаира лоза изумире са смрћу седмог феудалног господара Катахира са својих 15 година. Њега је наследио осми господар Кататака који је био шести рођак и члан Такасу линије из клана Мито али и он умире без наследника 1852. године па га на позицији замењује један од његових пранећака, касније познати Катамори чији су преци до краја Бошин рата водили ову област. Особа која је тренутно на челу породице Токугава – Токугава Цуненари, такође вуче порекло из области Аизу.
Због свих веза са шогунатом, ова област је била лојална и посвећена феудалној владавини чак и у њеној највећој кризи и очигледном губитку власти у Меиџи обнови.
Ван тога округ Аизу је био познат по својим самурајима вештим у борилачким вештинама која је увек имала на располагању око 5000 спремних ратника за борбу. Због тога је често добијала задатак чувања граница како на северу (Сахалин), тако и на југу. Такође у периоду доласка адмирала Метју Перија Аизу је био тај који је био задужен за операције обезбеђења око луке престоничког града Еда.
Област је имала два типа званичних правила за своју војску, једну за командире (将長禁令 shōchō kinrei) и једну за војнике (士卒禁令 shisotsu kinrei), написаних 1790—их, који су представљали сет професионалних, модерних стандарда за војну организацију и операцију. У свој делу „за војнике“ била су два правила која су се штитила људска права штитећи непријатељске цивиле и то 70 година пре Женевске конвенције 1864. године:

- 敵地といえども猥りに田畑を踏荒らすべからざる事。

"Без обзира да ли припада непријатељу, забрањено је газити и уништавати туђа пиринчана поља."
- 敵地に入って、婦女を犯し、老幼を害し、墳墓を荒らし、民家を焼き、猥りに畜類を殺し、米金を掠取り、故なく林木を伐り、作毛を刈取べからざる事。

"У непријатељској територији изричито је забрањено силовање жена, повређивање старих и деце, скрнављење гробова, спаљивање домова, клање стоке, отимање новца и пиринча, сеча дрвећа без разлога и крађа приноса из поља."
Током мандата девете генерације феудалног господара Мацудаире Катаморија, округ је послао велики део својих трупа за Кјото где је Катамори служио као нека врста војног саветника (Кјото Шугошоку). Покоравајући се наређењима шогуната, служио је и као патронат и званичан супервизор полицијске јединице Шинсенгуми а све у циљу потисњавања побуне међу самурајима који су траживи поновно устоличење цара као главне владајуће фигуре Јапана. Сукобљавајући се са округом Чошу, а касније и са њеним савезником Сацумом, Катамори се са актуелним шогуном Токугавом Јошинобуом повукао са власти 1868. године. Међутим ново оформљена власт под покровитељством цара, која се састојала од људи из Чошу-Сацума области захтева казну за Катаморија и округ Аизу које сврстава у „непријатеље двора“. Избија Бошин рат и округ Аизу постаје бојно поље за већину битака у овом сукобу. Видно надјачана и бројем и опремљеношћу војника, Аизу овај рат губи у октобру 1868. и као феудална област, престаје да постоји.
Током битке за Аизу, чувена Аизу јединица Бјакотаи ("Бели тигрови"), која се састојала од младих, већином у тинејџерским годинама, самураја, због тока борбе извршава ритуално самоубиство - сепуку на Имори брду.

## Познате личности из округа Аизу
- Дева Шигето (1856–1930), адмирал јапанске царске морнарице.
- Хидејо Ногучи (1876–1928), доктор који је дао значајан допринос у лечењу сифилиса и жуте грознице.
- Шиба Горо (1860–1945), део посланства током опсаде на Пекинг, 1900.
- Ниџима Јае (рођен као: Јамамото Јаеко, 1845–1932), жена ратник, кооснивач Дошиша универзитета, предавач на универзитету о жена Ниџиме Џоа.
- Јамамото Какума (1828–1892), бивши самурај, кооснивач Дошиша универзитета.
- Такамине Хидео (1854–1910), бивши самурај, дипломац америчког факултета, едукатом, реформатор у образовању.
- Ибука Каџиносуке (1854–1935), бивши самурај, преобратитељ у хришћанство и свештеник.
- Мацудаира Цунео (1877–1949), син Мацудаире Катаморија, амбасадор у Америци и Великој Британији.
- Мацудаира Сецуко (1909–1995), ћерка Мацудаира Цунеа; касније удата за принца Чичибу но Мија, брата цара Хирохита.
- Јамакава Кенџиро (1854–1931), дипломац на Јејл универзитету, истраживач, физичар, академик и председник Унверзитета у Токију и Кјоту.
- Јамакава Сутемацу (1860–1919) организатор, активиста црвеног крста и женског патриоцког друштва. Била је део оснивања Цуда колеџа.
- Јамакава Хироши (1845–1898) Војни вођа бранитељ округа, и битна личност током Сеинан рата и побуне Сацума.
- Јамакава Футаба (1844–1909), сарадник Такамине Хидеа, залагала се за едукацију жена.
- Токугава Цуненари (1940 – ), унук Мацудаире Цунеа, тренутне главе Токугава породице.
- Саиго Таномо (1830–1903), учитељ Сокаку Такеде и главни свештеник у храму "Тошогу".
- Акабане Широ (赤羽四郎) (1855–1910), јапански амбасадор у Холандији.
- Аказука Такемори (赤塚武盛) (1852–1879), полицајац из Меиџи ере.[3]
- Урју Ивако (1829–1897), чувени социјални радник.
- Сува Кичико (1819–1907), чувени филантроп.
- Јуки Кунитари (1800–1888), песник.
- Мацудаира Исао (松平勇雄) (1907–2006), унук Мацудаире Катаморија, политичар и гувернер префектуре Фукушима (1976–1988).
- Акизуки Теиџиро (1824–1900), Аизу самурај и едукатор.
- Кијоши Саито (1907–1997), уметник.
- Накано Такеко (1847–1868), чувена жена - ратник.
- Кеи Сато (1928–2010), глумац

## Листа даимјоа округа
- Гамо клан 1590-1598 (Тозама; 919,000 коку)

| Име                      | Владавина |
| ------------------------ | --------- |
| Гамо Уџисато (蒲生氏郷)  | 1590–1595 |
| Гамо Хидејуки (蒲生秀行) | 1595–1598 |

- Уесуги клан 1598-1601 (Тозама; 1.200.000 коку)

| Име                        | Владавина |
| -------------------------- | --------- |
| Уесуги Кагекацу (上杉景勝) | 1598–1601 |

- Гамо клан 1601-1627 (Тозама; 600.000 коку)

| Име                      | Владавина |
| ------------------------ | --------- |
| Гамо Хидејуки (蒲生秀行) | 1601–1612 |
| Гамо Тадасато (蒲生忠郷) | 1612–1627 |

- Като клан 1627-1643 (Тозама; 400.000 коку)

| Име                     | Владавина |
| ----------------------- | --------- |
| Като Јошиаки (加藤嘉明) | 1627–1631 |
| Като Акинари (加藤明成) | 1631–1643 |

- Хошина/Мацудаира клан 1643-1868 (Шинпан; 230,000->280.000 кокуа)

| Име                           | Владавина  |
| ----------------------------- | ---------- |
| Хошина Масајуки (保科正之)    | 1643–1669  |
| Хошина Масацуне (保科正経)    | 1669–1681  |
| Мацудаира Масаката (松平正容) | 1681–1731  |
| Мацудаира Катасада (松平容貞) | 1731–1750  |
| Мацудаира Катанобу (松平容頌) | 1750–1805  |
| Мацудаира Катаоки (松平容住)  | 1805       |
| Мацудаира Катахиро (松平容衆) | 1806–1822  |
| Мацудаира Кататака (松平容敬) | 1822–1852  |
| Мацудаира Катамори (松平容保) | 1852–1868  |
| Мацудаира Нобунори (松平喜徳) | 1868—1891. |